# 지시마 도루
지시마 도루(일본어: 千島 徹, 1981년 5월 11일 ~ )는 일본의 전 축구 선수이다.

## 구단 경력
과거 우라와 레즈, 에히메 FC에서 활동하였다.